# Нурзева
Нурзева — река в России, протекает в Рязанской области. Течёт через берёзовые и осиновые леса. Устье реки находится у деревни Ивановка в 4 км по правому берегу реки Урзева. Длина реки составляет 11 км.

## Данные водного реестра
По данным государственного водного реестра России относится к Окскому бассейновому округу, водохозяйственный участок реки — Мокша от водомерного поста города Темников и до устья, без реки Цны, речной подбассейн реки — Мокша. Речной бассейн реки — Ока.
Код объекта в государственном водном реестре — 09010200412110000028678.